# René Clair
René Clair (született René-Lucien Chomette) (Párizs, 1898. november 11. – Neuilly-sur-Seine, 1981. március 15.) francia filmrendező

## Élete
Gyermekkorát Párizsban élte le. 1914-1918 között a francia mentőalakulatnál szolgált, később újságíróként és kritikusként dolgozott az Intransigeant és a Paris Journalnál, valamint zeneszerzéssel is próbálkozott. 1920-ban vette fel a Clair nevet. Két évvel később testvérével, Henry Chomette-tel kezdett dolgozni mint segédrendező. Első fontosabb filmje az 1924-ben készült Párizs alszik volt.

## Művészete
René Clair a filmművészet, a jellegzetesen európai és a jellegzetesen francia film egyik legnagyobb alakja volt. Varázsló, az egyike azoknak, akik kézbe véve egy technikai eszközt, a segítségével kitaláltak és megvalósítottak valamit, ami már nem a technika. A filmművészet egyik első költője volt. Filmjeit látva értelmetlenné válik minden vita, ami határvonalat húz művészfilm és kommersz film között. Korai, avantgárd némafilmjéről, a Felvonásközről azt mondta egy kritikus: „A film máig megőrizte frissességét. Még ma is legszívesebben kifütyülné az ember.”

## Filmjei
- Felvonásköz (1924)
- Párizs alszik (1924)
- Csodálatos utazás (1925)
- Florentin kalap (1927)
- La Tour (1928)
- A két félénk (1928)
- Párizsi háztetők alatt (1930)
- A millió (1931)
- Éljen a szabadság! (1931)
- Csókszüret (1932)
- Július 14. (1933)
- Az utolsó milliárdos (1934)
- Eladó kísértet (1935)
- New Orleans angyala (1941)
- Boszorkányt vettem feleségül (1942)
- Örökre és egy napra (1943)
- Holnap történt (1944)
- Hallgatni arany (1947)
- Az ördög szépsége (1949)
- Párizs levegője (1954)
- Az éjszaka szépei (1952)
- A nagy hadgyakorlat (1955)
- Az éjszaka Margitja (Marguerite de la nuit) (1956)
- Az orgonás negyed (1957)
- A francia nő és a szerelem (1960)
- A világ minden aranya (1961)
- Max Linder társaságában (1963)
- Finom kis háború (1965)
- Isten Párizst választotta (1969)

## Magyarul
- A film tegnap és ma; ford. Á. Serey Éva, bev. Bajomi Lázár Endre; Gondolat, Bp., 1977

## Külső hivatkozások
- Filmművészet[halott link]
- Művészvilág
- René Clair az Internet Movie Database oldalon (angolul)
- Teljes filmográfia, francia
- René Clair a PORT.hu-n (magyarul)